# 汉口华商总会旧址
汉口华商总会旧址，即汉口华商总会大楼，是一处近代会所建筑，位于今中华人民共和国湖北省武汉市江岸区江汉二路157号。建筑为近代汉口买办成立的“汉口华商总会”所建立，旨在为各买办提供娱乐场所。国民革命军北伐后，建筑被用作北伐军总部。此后又成为中国国民党武汉行营的所在。现建筑为武汉市文物保护单位。

## 历史

### 汉口华商总会的成立及建造始末
汉口开埠后，各租界的外国侨民便多了起来，作为日常生活的组成部分，侨民的娱乐需求便日益增多。因此在清末，租界区已经有了不少专供外国侨民进入的娱乐会所（即所谓夜总会、俱乐部、波罗馆），但这些会所一般不允许华人进入。
华商买办看到洋人的娱乐会所颇为憧憬，但又困于无法进入娱乐，因此便开始筹建专供华人买办进入的夜总会，“汉口华商总会”便是在这样一种状况下诞生。起初，该会租用汉口英租界今鄱阳街江汉路口的一座建筑作为娱乐场所。但会所设于英租界中，英租界明令禁止赌博、嫖娼、毒品这恰好又是汉口华商总会的主要娱乐活动，一日华商在此聚众打麻将涉及赌博，英租界巡捕在此逮捕多人。
此后华商总会转移至五福里（今四明里），华商买办深知需要自己筹措资金修建一座会所建筑，因此在汉口模范区选定一处地皮修建会所建筑（即本建筑），该建筑在1922年建成。此后汉口华商及富裕人士在此处吃喝玩乐或交流商事。

### 国民革命军北伐后
北伐战争期间国民革命军攻下武汉三镇，遂将商会建筑占用作为北伐军总部使用，此后华商总会迁至青云里10号。1927年1月，湖北省总工会在建筑中召开第一次代表大会。3月下旬中国国民党中央执行委员会及国民政府自南洋大楼迁至建筑内办公。抗日战争后的1945—1947年，武汉行营在建筑内办公。

### 中华人民共和国成立后
1949年后，在建筑中先后成立中苏友好协会中南暨武汉分会等协会，此后又先后为武汉钟表厂及市科技情报处的办公场所。今日建筑为武汉市民族宗教事务委员会及武汉市援藏办公室的办公场所。

## 建筑概览
建筑总共四层，初建时为三层，设计者与施工方信息不可考，四层增建工程由汉协盛营造厂负责。建筑修建在半地下室的高台之上，正面两侧为巨大的拱券窗，正中为带门厅的大门，最外为四根罗马柱，上有山花。在建筑第三层还设有外廊。建筑内部设有壁炉，装修颇为精致，内部厅堂房舍使用性质极多：演艺厅、舞厅、餐厅、客房、更衣室、理发室、棋牌室等一应俱全。

## 建筑保护
1993年7月28日，建筑以“华商总会”的名义被武汉市人民政府列为第一批武汉市优秀历史建筑。2011年3月21日，建筑以“汉口华商总会旧址”的名义被武汉市人民政府列为第五批武汉市文物保护单位。
建筑作为文物的保护范围：汉口华商总会旧址本体及周围一定范围。四至：以旧址外墙为界，东南面向外延伸6米至江汉路西侧规划道路红线，西南面向外延伸1米至汇通路北侧规划道路红线，西北面向外延伸48米至吉庆街东侧规划道路红线，东北面向外延伸至相邻建筑外墙线。
建筑作为文物的建设控制地带：以保护范围四至为界，东南面向外延伸10米至江汉路规划道路中线，西南面向外延伸7米至汇通路规划道路中线，西北面向外延伸8米至吉庆街规划道路中线，东北面向外延伸6米至崇善路规划道路中线。